# César de Bourbon Busset
Pour les autres membres de la famille, voir Maison de Bourbon Busset.
César de Bourbon, comte de Busset, baron de Châlus, de Puysagut, de Saint-Priest-Bramefant, de Saint-Martin-du-Puy  et de Vésigneux, né le 31 janvier 1565, à Buxeuil, dans l'actuel département de l'Indre et mort le 21 novembre 1630 au château de Busset dans l'actuel département de l'Allier est un noble français.

## Biographie
Il est le fils de Claude de Bourbon Busset (1531-1588), 1er comte de Busset, et de Marguerite de La Rochefoucauld (†1615), et par conséquent, arrière petit-fils de Cesar Borgia. Il est également le cousin du roi Henri IV par la branche de la Maison capétienne de Bourbon.
Le 12 avril 1584, il épouse en premières noces à Bordeaux Marguerite de Pontac, qui décède la même année. Le 21 juin 1588, il épouse Louise de Montmorillon (1570-1648), dame d'honneur de la reine, avec laquelle il a sept enfants ; il a en outre une enfant (Antoinette) issue d'une liaison adultérine :
- Claude (1589-1641), 3e comte de Busset[3], époux de Louise Motier de La Fayette (1595-1621) ;
- Charles (1590-1632), baron de Vézigneux, relation avec Marguerite Magdelénat, puis époux de Marguerite de La Baume de Suze (†1644) ;
- Jules-César (1593-1604) ;
- Anne (1595-1641), épouse d'Antoine De Pracontal, baron de Soussey ;
- Jean-Louis (1597-1667), 4e comte de Busset, baron de Châlus, époux de Hélène de La Queuille (†1669) ;
- Marguerite (1599-1651), épouse de Jean Motier de La Fayette (1583-1651) ;
- Madeleine (1601-1651), épouse de Louis de Villiers de la Faye, baron du Rousset ;
- Antoinette (~1585-?), épouse de Quintien de Pons, seigneur de Grippel puis épouse de Claude de La Ramas, seigneur de Beaucontaux.

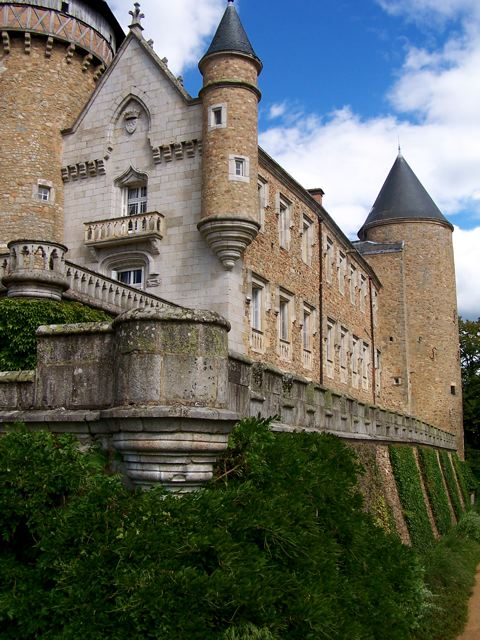
Chateau de Busset

En 1588, il succède à son père comme comte de Busset. À cet égard, il est fait chevalier de l'ordre du roi et gouverneur pour sa Majesté et lieutenant-général de la Vicomté de Carlat et de la vicomté de Murat. Il est également gentilhomme ordinaire de la chambre du roi.
Durant les guerres de religion, les foires et marchés qui dépendaient des domaines du comté disparurent presque complètement ainsi que les droits que pouvait en retirer César de Bourbon. Il fallut l'édition de nouvelles lettres patentes par le roi Henri IV pour leur permettre de renaitre. 
Il participe aux guerres déclenchées par son cousin le roi Henri III. Faisant suite à la mort de ce dernier, et pouvant prétendre à sa succession en tant que membre de la famille des Bourbon, le 1er par ordre de primogéniture, César de Bourbon renonce à présenter sa candidature.
En 1590, il est victime des luttes de la Ligue et est retenu quelque temps prisonnier au logis du Chapeau-Rouge à Limoges, accusé de faire partie des rebelles à sa majesté. Il sera lavé de tout soupçon après avoir fait appel auprès du gouverneur du Limousin .
En 1606, Antoine Arlot, maître de forges et seigneur de Firbeix, saisit le parlement de Bordeaux faisant suite aux exactions commises par César de Bourbon et ses hommes à son encontre, à ses serviteurs et domestiques, qui le contraignent « de bailler deniers au dict sieur de Busset ou à son capitaine et soldats mis par lui en son chasteau de Chalus »... « Le sieur de Busset a grande autorité sur le pays, dont il abuse au point que le dict suppliant et ses serviteurs ne peuvent aller en aucun lieu. Plaise mettre le suppliant, son domaine, sa femme, ses enfants et famille sous la protection et sauvegarde de la Cour sous peine de 30 mille livres à infliger au seigneur de Busset ; ordonner que la signification en sera faite à son procureur du château de Chalus. Il demande l'ouverture d'une instruction ».
Le comte permet à ses vassaux de cultiver certaines de ses terres en tenue ou en censive en échange desquelles il perçoit de leur part des redevances comme le cens, la taille, les corvées, la fourniture de bestiaux, le droit de relief ou le droit de rachat. Toutefois, le seigneur pouvait accorder quelques droits à ses populations : droit de mener pâturer les bêtes dans les bois du domaine à certaines périodes de l'année, droit de pêcher ou droit de chasser « à leur regard et autrement qu'ils ont coutume de faire. »
Le 2 novembre 1630, par testament il lègue ses biens à ses enfants survivants.
César de Bourbon résidera jusqu'à sa mort le 21 novembre 1630 au château de Busset.

## Pour approfondir